# Nikolaï Latychev
Nikolaï Gavrilovitch Latychev (en russe : Николай Гаврилович Латышев), né le 22 novembre 1913 et mort le 18 février 1999, était un footballeur et un arbitre soviétique (russe) de football.

## Biographie
Nikolaï Latychev fut footballeur, jouant pour Elektrozavod Stalinets et pour le FK Dynamo Moscou. Débutant en 1941, il devint arbitre international en 1952 et fut le premier arbitre soviétique en coupe du monde et à arbitrer une finale de ce tournoi. Il arrêta en 1963.

## Carrière
Il a officié dans des compétitions majeures  : 
- JO 1952 (1 match)
- JO 1956 (3 matchs)
- Coupe du monde de football de 1958 (2 matchs)
- Coupe du monde de football de 1962 (4 matchs dont la finale)